# California High-Speed Rail
A California High-Speed Rail egy nagyszabású amerikai terv volt, melynek során Kalifornia államban a nagyvárosokat egy nagysebességű, több mint 1100 km hosszú, kétvágányú, 25 kV 60 Hz-cel villamosított vasúthálózat kötötte volna össze. Ehhez új pályát kell építeni, új állomásokkal, a meglévő pályákat részben fel kell újítani, a szintbeli útátjárókat meg kell szüntetni. A tervek szerint a vonatokat 91-95 millió ember használta volna évente. A vonatok maximum 350 km/h-val mentek volna. A vonal követné a meglévő út- vasúti vonalvezetést, ahol ez lehetséges. A tervek szerint 2020-ban évi 68 millió utas elszállítása lett volna a feladat. Az utazási idő San Francisco és Los Angeles között 2 óra 35 percre csökkent volna.

## Története
Kalifornia állam az egyik legsűrűbben lakott állam az USA-ban. Az emberek többsége saját autóval és repülővel közlekedik. Az autópályák zsúfoltsága, továbbá a környezetszennyezés miatt a közlekedés egyre nehezebb. A légiforgalom is hatalmas, melyet szigorú biztonsági előírások akadályoznak. A mobilitás igénye pedig fokozatosan növekszik. Az egyik lehetőség egy új vasúthálózat kiépítése. Erről népszavazást írtak ki. A szavazás végeredménye végül 52,6 - 47,4% lett az igenek javára. Az építkezés megkezdésére a tervek szerint 2011-ben kerül volna sor, elsőként a Merced-Fresno szakasz készült volna el, a fenntartáshoz szükséges infrastruktúrát Fresnoban alakították volna ki.

## Finanszírozás
A vonal építésének költségeit kötvénykibocsátással akarták előteremteni.

## Járművek
A vonalon közlekedő járművek típusa nem dőlt el, a francia Alstom TGV-je és a japán Sinkanszen volt a legesélyesebb.

## Kritikák
A vonal kritikusai szerint a tervezett 10 milliárd dolláros költségvetést jelentősen túl lépték volna, továbbá az utasszám is elmarad a várakozásoktól. A sűrű megállók miatt a vonat nem fogja elérni a tervezett 350 km/h-s sebességet, ezáltal a menetidő sem lesz tartható. Az autók Szén-dioxid gáz kibocsátása csak minimálisan fog csökkenni.

## Las Vegas HSR projekt (Brightline West)
A Brightline West (korábban Desert Xpress és XpressWest) egy projekt, amely 2007 óta tervezi egy nagysebességű vasútvonal megépítését Dél-Kalifornia és a nevadai Las Vegas között, amely az általuk létrehozni kívánt "délnyugati vasúthálózat" része. A vasútvonal Las Vegasban kezdődik, a Mojave-sivatagot szeli át (az útvonal nagy részében az I-15 autópálya középső szakaszát használva), és a kaliforniai Victorville-től 8,0 km-re található állomásig tart, majd az Inland Empire-ben található Rancho Cucamongában ér véget (ahol csatlakozik a Metrolinkhez és végül a CAHSR-hez, ha az kiépül). Ez az útvonal összesen mintegy 370 km (230 mérföld) hosszú lesz. Egy második, körülbelül 80 km (50 mérföld) hosszú ágat is terveznek, amely Victorville-ből nyugat felé halad, és Palmdale-ben végződik (a sivatag nyugati oldalán), ahol csatlakozik a CAHSR-hez, amikor az észak felé haladva a Középső-völgybe érve áthalad rajta.
A Brightline West építésének kezdete 2023 második felére van kitűzve.